# Earl Mac Rauch
Pour les articles homonymes, voir Rauch.
Earl Mac Rauch est un scénariste américain, né en 1949. Il est diplômé du Dartmouth College.

## Filmographie

### Cinéma
- 1977 : New York, New York
- 1982 : Otages (en)
- 1984 : Les Aventures de Buckaroo Banzaï à travers la 8e dimension
- 1989 : Wired

## Distinctions

### Nominations
- Saturn Award :
  - Saturn Award du meilleur scénario 1985 (Les Aventures de Buckaroo Banzaï à travers la 8e dimension)